# Островное искусство

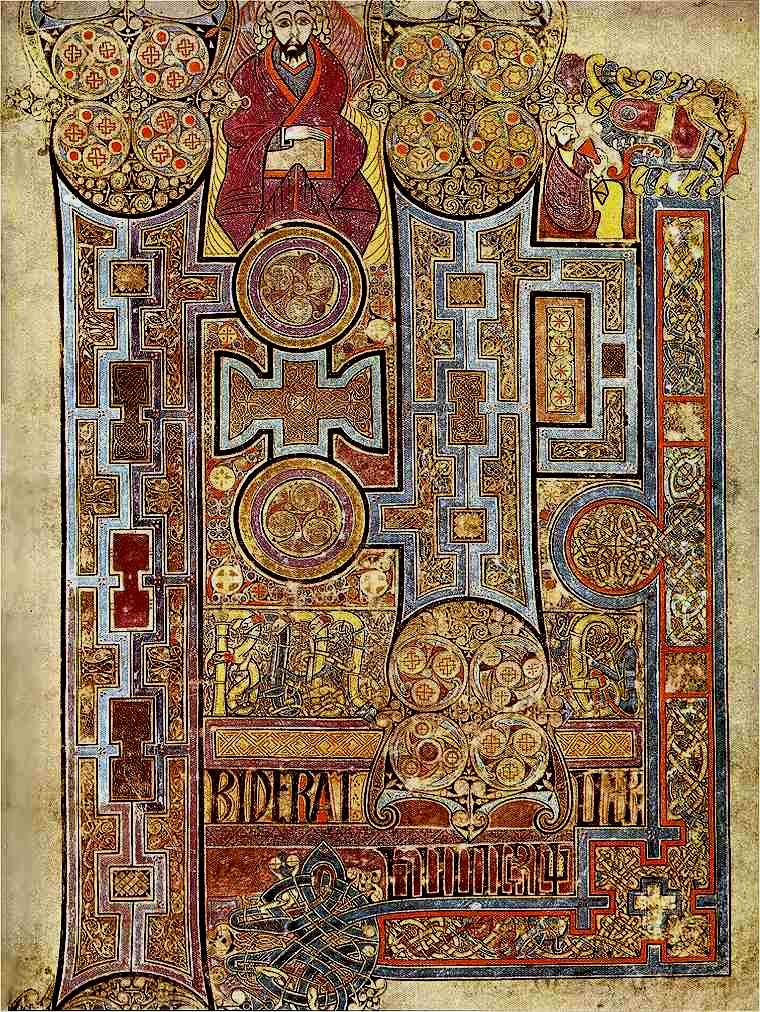
Страница Келлской книги содержит богато украшенный текст, открывающий Евангелие от Иоанна.

Островное искусство (англ. Insular art), также известное как гиберно-саксонское искусство или гиберно-саксонский стиль (англ. Hiberno-Saxon style), распространилось в послеримскую эпоху в Британии. В этот период коренное население Британских островов следовало в значительной степени схожему стилю, отличному от искусства остальной Европы. Историки искусств обычно рассматривают островное искусство как часть Искусства периода переселения народов, и относят его к западному искусству раннего средневековья. Оригинальный термин происходит от латинского слова Insula, что и означает «остров», а «Гибернией» римляне называли Ирландию.

## Обзор
Искусство англосаксов-язычников отличается абстрактными орнаментами, в том числе со сложными зооморфными элементами. Также они преуспели в работе с металлом, сохранившиеся исторические артефакты из золота и драгоценных камней демонстрируют их любовь к металлическому блеску и ярким цветам.
Гиберно-саксонское искусство характеризуется сочетанием этих двух особенностей, в частности использованием ирландских криволинейных мотивов, сложных рукописных инициалов и саксонских зооморфных переплетений. Постепенно этот вид искусства распространился на европейский континент ирландскими и саксонскими миссионерами, и там он оказал большое влияние, особенно на искусство Каролингской империи.

## Артефакты

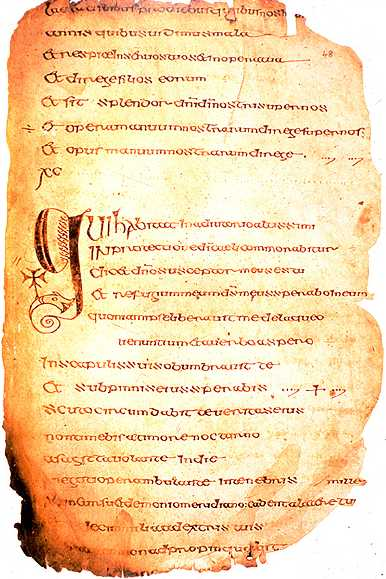
Страница Катаха, приблизительно VI—VII века.

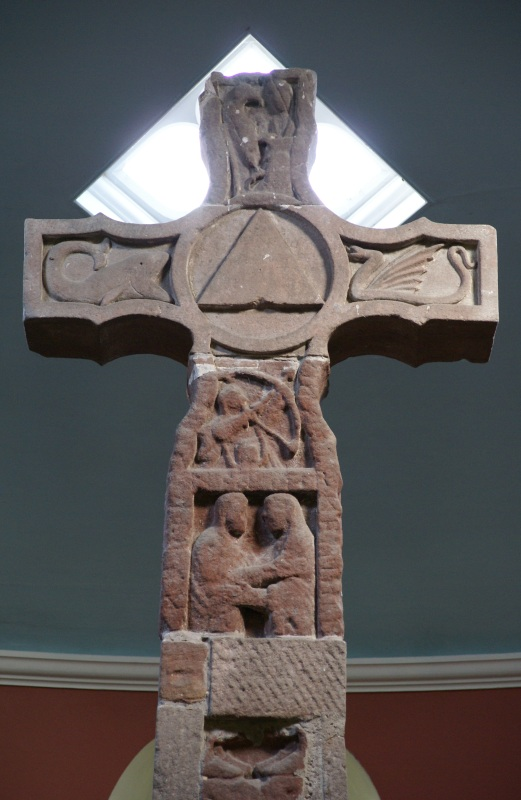
Верхняя часть Ruthwell Cross

Расцвет направления был подорван набегами викингов, что начались в конце VIII века. Монастыри были приоритетной целью викингов, в этот момент, судя по всему, монахи прервали работу над Келлской книгой, никакие более поздние евангельские книги не иллюстрированы так красочно и точно, как этот и другие шедевры, относящиеся к VIII в. В Англии этот стиль в конечном счёте был поглощён англосаксонским приблизительно в IX веке, в то время как в Ирландии стиль развивался вплоть до XII века, пока не слился уже с искусством романским. Ирландия, Шотландия и королевство Нортумбрия в северной Англии являются наиболее важными центрами, но влияние островного искусства распространилось в южной Англии, Уэльсе, а также в континентальной Европе, особенно в Галлии (современная Франция), в поселениях, основанных гиберно-шотландскими и англо-саксонскими переселенцами. Влияние островного искусства прослеживается в более позднем европейском средневековом искусстве, что особенно заметно в декоративных элементах романских и готических рукописей.
Большая часть сохранившихся образцов островного искусства представлены древними литературными памятниками ирландской монашеской миссии во времена христианизации Британских островов, а также изделиями из металла для светской элиты. Первые образцы островного искусства датируются началом VII в., в это время произошло объединение кельтского и англосаксонского стилей искусств. Одной из основных отличительных черт является украшение с помощью переплетающихся элементов. Археологические артефакты, найденные при раскопках кургана Саттон-Ху в Восточной Англии украшены подобным образом.
Исторические памятники островного искусства — это в основном иллюминированные рукописи, изделия из металла, такие как брошь из Тары или брошь из Хантерстона и др., и памятники резьбы по камню, к примеру, кельтские кресты, а также пиктские камни. Их поверхности богато украшены замысловатыми узорами. Ковровые страницы (Carpet page) — характерная черта островных рукописей, хотя также распространены и внутритекстовые миниатюры, особенно портреты евангелистов.
Некоторые примечательные иллюминированные рукописи:
- Евангелие из Линдисфарна
- Санкт-Петербургский Беда
- Личфилдское Евангелие[англ.]
- Кутбертово Евангелие
- Книга из Дарроу
- Келлская книга
- Дирская книга
- Катах